# قائمة سفراء دولة فلسطين لدى أوكرانيا
سفير دولة فلسطين لدى أوكرانيا هو ممثل دولة فلسطين الرسمي لدى أوكرانيا. يشغل منصب سفير سفارة دولة فلسطين لدى أوكرانيا حاليًا هاشم الدجاني وذلك منذ فبراير 2020. يقع مقر السفارة في كييف.

## قائمة السفراء
| الترتيب | رئيس البعثة الدبلوماسية  | تاريخ الاعتماد الدبلوماسي | تاريخ الانتهاء | رئيس دولة فلسطين      | رئيس أوكرانيا                                      | ملاحظات |
| ------- | ------------------------ | ------------------------- | -------------- | --------------------- | -------------------------------------------------- | --- |
| 1       | وليد عوض زقوت            | 2001                      | 2005           | ياسر عرفات محمود عباس | ليونيد كوتشما                                      | كان سابقًا مديرًا في دائرة شؤون المفاوضات. |
| 2       | خالد عريقات              | 2006                      | 2010           | محمود عباس            | فيكتور يوشتشينكو                                   | |
| 3       | محمد قاسم الأسعد         | 2010                      | 2019           | محمود عباس            | فيكتور يانوكوفيتش ألكساندر تورتشينوف بترو بوروشنكو | كان على رأس المراكز الثقافية الفلسطينية في موسكو، طشقند وباكو. وممثلًا لحركة فتح في الاتحاد السوفياتي وروسيا. والمبعوث الخاص لرئيس دولة فلسطين ياسر عرفات إلى كازاخستان. بالإضافة إلى كونه رئيسًا للمركز الثقافي الفلسطيني في موسكو. شغل منصب السكرتير الأول لسفارة فلسطين في روسيا. ونائبًا لرئيس المنتدى العربي في موسكو. ونائبًا لرئيس الجالية الفلسطينية في روسيا ورئيس قسم العلاقات الخارجية. |
|         | نضال قُطب (قائم بالأعمال) | 2019                      | 2020           | محمود عباس            | فولوديمير زيلينسكي                                 | |
| 4       | هاشم حسن هاشم الدجاني    | فبراير 2020               | لا يزال        | محمود عباس            | فولوديمير زيلينسكي                                 | كان سفيرًا سابقًا لدولة فلسطين في زيمبابوي، وجنوب أفريقيا. |